# 1991 dans le catholicisme
Chronologie du catholicisme
- 1987
- 1988
- 1989
- 1990
- 1991
- 1992
- 1993
- 1994
- 1995

Cet article présente les faits marquants de l'année 1991 dans le catholicisme.

## Évènements
- 21 avril : béatification de Jeanne Haze.
- 1er mai : publication de l'encyclique Centesimus annus, actualisation de la doctrine sociale de l'Église.
- 5 au 13 mai : voyage apostolique du pape au Portugal.
- 1er au 9 juin : voyage apostolique du pape en Pologne.
- 28 juin : création de 22 cardinaux par Jean-Paul II.
- 10 au 15 août : réunion des Journées mondiales de la jeunesse à Czestochowa.
- 13 au 20 août : voyage apostolique du pape en Pologne (JMJ) et en Hongrie.
- 1er octobre : le Code des canons des Églises orientales devient officiel.
- 12 au 21 octobre : voyage apostolique du pape au Brésil.
- 17 novembre : canonisation de Raphaël Kalinowski.

## Naissances
- 3 mai : Bienheureux Carlo Acutis, adolescent italien, "cyber-apôtre" de l'eucharistie († 12 octobre 2006)

## Décès

### Janvier
- 3 janvier : Gérard Bannwarth, prélat français, évêque de Soissons (° 4 juin 1908)
- 13 janvier : François Falc'hun, prêtre français, linguiste spécialiste de la langue bretonne (° 20 avril 1909)
- 23 janvier : Giovanni Mariani, prélat italien, diplomate du Saint-Siège et archevêque titulaire de Missua (de) (° 17 juin 1919)

### Février
- 8 février : Bienheureuse Elisabetta Martinez, religieuse italienne, fondatrice des Filles de Sainte Marie de Leuca (° 25 mars 1905)
- 15 février : Maurice Morel, prêtre et peintre français (° 28 mars 1908)

### Mars
- 13 mars : 
  - Gaetano Pollio, prélat italien, missionnaire en Chine, archevêque de Salerne (° 30 décembre 1911)
  - José Rivera Ramírez, prêtre engagé dans l'action sociale et vénérable espagnol (° 17 décembre 1925)
- 16 mars : 
  - Francis Barbu, prélat français, évêque de Quimper (° 4 mai 1914)
  - James Darcy Freeman, cardinal australien, archevêque de Sydney (° 19 novembre 1907)
- 23 mars : Felice Tantardini, prêtre et vénérable italien, missionnaire en Birmanie (° 28 juin 1898)
- 25 mars : Marcel Lefebvre, prélat traditionaliste français, archevêque-évêque de Tulle, fondateur de la Fraternité sacerdotale Saint-Pie-X (° 29 novembre 1905)

### Avril
- 20 avril : Emmanuel Kiwanuka Nsubuga, cardinal ougandais, archevêque de Kampala (° 5 novembre 1914)
- 30 avril : Cesáreo Gabaráin, prêtre espagnol, compositeur de chants liturgiques en basque, accusé de pédophilie (° 17 mai 1936)

### Mai
- 15 mai : André Lefebvre, prélat jésuite et missionnaire belge, évêque de Kikwit (° 26 janvier 1902)

### Juin
- 24 juin : Franz Hengsbach, cardinal allemand, évêque d'Essen (° 10 septembre 1910)
- 28 juin : Jean Marilier, prêtre et historien français (° 12 mai 1920)

### Juillet
- 9 juillet : José Salazar López, cardinal mexicain, archevêque de Guadalajara (° 12 janvier 1910)

### Août
- 9 août : 
  - Bienheureux Zbigniew Strzałkowski, religieux, missionnaire au Pérou et martyr polonais du communisme (° 3 juillet 1958)
  - Bienheureux Michał Tomaszek, religieux, missionnaire au Pérou et martyr polonais du communisme (° 23 septembre 1960)
- 21 août : Oswald von Nell-Breuning, prêtre jésuite, théologien et sociologue allemand (° 8 mars 1890)
- 22 août : 
  - Audrey Stevenson, jeune française morte de leucémie, réputée pour sa foi (° 18 mars 1983)
  - Cesare Zacchi, prélat italien, diplomate du Saint-Siège, évêque titulaire de Zella (de) puis archevêque titulaire de Maura (de) (° 28 novembre 1914)
- 25 août : Bienheureux Alessandro Dordi, prêtre italien, missionnaire au Pérou et martyr du communisme (° 23 janvier 1931)

### Septembre
- 3 septembre : Yves Plumey, prélat et missionnaire français, archevêque de Garoua, assassiné (° 29 janvier 1913)
- 4 septembre : Henri de Lubac, cardinal jésuite et théologien français (° 20 février 1896)
- 16 septembre : François Cléret de Langavant, prélat français, évêque de Saint-Denis de La Réunion (° 2 février 1896)

### Octobre
- 6 octobre : Alphonse Gallegos, prélat et vénérable américain, évêque auxiliaire de Sacramento (en) et évêque titulaire de Sasabe (de) (° 20 février 1931)
- 28 octobre : Jean-Baptiste Sauvage, prélat français, évêque d'Annecy (° 30 septembre 1908)

### Novembre
- 13 novembre : Paul-Émile Léger, cardinal canadien, archevêque de Montréal (° 26 avril 1904)
- 22 novembre : Charles Combaluzier, prêtre, pédagogue et écrivain français (° 3 juillet 1903)

### Décembre
- 6 décembre : Virgilio Canio Corbo, prêtre franciscain, archéologue et enseignant italien (° 8 juillet 1918)
- 19 décembre : (Henri de Villeneuve, prêtre et résistant français (° 20 octobre 1904)
- 21 décembre : Pierre Kervennic, prélat français, évêque de Saint-Brieuc (° 10 juin 1922)

### Date précise inconnue
- Omer Englebert, prêtre et écrivain belge, militant wallon (° 31 mars 1893)